# باشگاه فوتبال پاناما ویخو
باشگاه فوتبال پاناما ویخو یک تیم فوتبال پانامایی بود که در سال ۱۹۷۸ تأسیس شد و در پاناما ویخو، پاناما مستقر شد. این باشگاه به طور منظم در لیگ فوتبال پاناما شرکت می‌کرد و در آخرین فصل خود، قهرمانی ۰۱–۲۰۰۰ را به دست آورد. آنها در پایان سال ۲۰۰۱ تسلیم مشکلات مالی شدند.